# Tonita Peña
Tonita Peña (née le 10 mai 1893 à San Ildefonso - morte le 9 septembre 1949, à Santo Domingo Pueblo), dont le nom de naissance est Quah Ah (qui signifie perles de corail blanc), a aussi utilisé le nom de Tonita Veillée Peña et María Antonia Tonita Peña. Tonita Peña est une célèbre artiste pueblo, spécialisée dans la plume et l'encre sur papier embelli avec de l'aquarelle. Elle est reconnue et influente en tant qu'artiste et professeure d'art amérindien du début des années 1920 et 1930.

## Postérité
Le cratère de Vénus Peña est nommé en son honneur.